# Fußball-Club Bayern München 1994-1995
Questa voce raccoglie le informazioni riguardanti il Fußball-Club Bayern München nelle competizioni ufficiali della stagione 1994-1995.

## Stagione
Nella sessione estiva di calciomercato vengono ingaggiati tra gli altri Oliver Kahn, Alain Sutter e l'ex Pallone d'oro Jean-Pierre Papin; la dirigenza affida poi la guida della squadra a Giovanni Trapattoni.
La stagione inizia con la sconfitta patita dal Bayern contro il Werder Brema nella Supercoppa di Germania, e poco dopo la squadra viene eliminata nel primo turno della Coppa di Germania per la terza volta in quattro anni. I bavaresi partecipano poi alla Champions League; qui superano la fase a gironi grazie al secondo posto alle spalle del Paris Saint-Germain, che oltretutto esce vincitore in entrambe le occasioni. Nei quarti i tedeschi hanno la meglio sull'IFK Göteborg grazie alla regola dei gol fuori casa, ma sono fermati in semifinale dall'Ajax poi campione: i Lancieri vincono l'incontro casalingo per 5-2 dopo aver pareggiato l'andata per 0-0. In campionato, invece, la squadra termina al sesto posto.

## Maglie e sponsor
| Casa | Trasferta | Terza |  |

## Rosa
| N. |                     | Ruolo | Calciatore          |
| -- | ------------------- | ----- | ------------------- |
| 1  | Germania (bandiera) | P     | Oliver Kahn         |
| 2  | Germania (bandiera) | D     | Markus Babbel       |
| 3  | Germania (bandiera) | C     | Dieter Frey         |
| 4  | Germania (bandiera) | D     | Oliver Kreuzer      |
| 5  | Germania (bandiera) | D     | Thomas Helmer       |
| 6  | Germania (bandiera) | C     | Christian Nerlinger |
| 7  | Germania (bandiera) | C     | Mehmet Scholl       |
| 9  | Francia (bandiera)  | A     | Jean-Pierre Papin   |
| 10 | Germania (bandiera) | D     | Lothar Matthäus     |
| 11 | Germania (bandiera) | A     | Marcel Witeczek     |
| 12 | Germania (bandiera) | P     | Sven Scheuer        |
| 13 | Svizzera (bandiera) | C     | Alain Sutter        |

| N. |                     | Ruolo | Calciatore        |
| -- | ------------------- | ----- | ----------------- |
| 15 | Ghana (bandiera)    | D     | Samuel Kuffour    |
| 16 | Germania (bandiera) | C     | Dietmar Hamann    |
| 17 | Germania (bandiera) | C     | Christian Ziege   |
| 19 | Bulgaria (bandiera) | A     | Emil Kostadinov   |
| 21 | Germania (bandiera) | A     | Alexander Zickler |
|    | Germania (bandiera) | P     | Uwe Gospodarek    |
|    | Germania (bandiera) | P     | Bernhard Hirmer   |
|    | Germania (bandiera) | D     | Marco Grimm       |
|    | Germania (bandiera) | D     | Tobias Hager      |
|    | Germania (bandiera) | D     | Hans Pflügler     |
|    | Germania (bandiera) | C     | Markus Schupp     |
|    | Germania (bandiera) | C     | Michael Sternkopf |

## Organigramma societario
Area direttiva
- Presidente:  Fritz Scherer

Area tecnica
- Allenatore: Giovanni Trapattoni
- Allenatore in seconda: Klaus Augenthaler, Massimo Morales
- Preparatore dei portieri: Sepp Maier
- Preparatori atletici:

## Calciomercato

### Sessione estiva
| Acquisti | Acquisti          | Acquisti      | Acquisti |
| R.       | Nome              | da            | Modalità |
| -------- | ----------------- | ------------- | -------- |
| D        | Markus Babbel     | Amburgo       |          |
| P        | Oliver Kahn       | Karlsruhe     |          |
| A        | Mazinho           | Internacional |          |
| A        | Jean-Pierre Papin | Milan         |          |
| C        | Alain Sutter      | Norimberga    |          |

| Cessioni | Cessioni        | Cessioni         | Cessioni |
| R.       | Nome            | a                | Modalità |
| -------- | --------------- | ---------------- | -------- |
| A        | Adolfo Valencia | Atlético Madrid  |          |
| P        | Raimond Aumann  | Beşiktaş         |          |
| A        | Bruno Labbadia  | Colonia          |          |
| D        | Markus Münch    | Bayer Leverkusen |          |
| D        | Olaf Thon       | Schalke 04       |          |

### Sessione invernale
| Acquisti | Acquisti        | Acquisti            | Acquisti |
| R.       | Nome            | da                  | Modalità |
| -------- | --------------- | ------------------- | -------- |
| A        | Emil Kostadinov | Deportivo La Coruña |          |

| Cessioni | Cessioni | Cessioni        | Cessioni |
| R.       | Nome     | a               | Modalità |
| -------- | -------- | --------------- | -------- |
| D        | Jorginho | Kashima Antlers |          |
| A        | Mazinho  | Flamengo        |          |

## Risultati

### Bundesliga

#### Girone di andata
| Arbitro: | Steinborn |

|                                     |           |          |
| Scholl 67’ Helmer 72’ Nerlinger 73’ | Marcatori | 87’ Aden |

| Arbitro: | Weber |

|                                                            |           |           |
| Spanring 11’ Kohl 17’ Cardoso 18’, 58’ (rig.) Heinrich 68’ | Marcatori | 32’ Ziege |

| Arbitro: | Strampe |

|                                        |           |  |
| Kreuzer 22’ Nerlinger 33’ Matthäus 83’ | Marcatori |  |

| Arbitro: | Kasper |

|  |           |                                      |
|  | Marcatori | 8’ Nerlinger 26’ Witeczek 42’ Helmer |

| Arbitro: | Habermann |

|                     |           |                   |
| Matthäus 84’ (rig.) | Marcatori | 15’ Breitenreiter |

| Arbitro: | Krug |

|                   |           |                                  |
| Pacult 78’ (rig.) | Marcatori | 29’ Schupp 55’ Ziege 87’ Zickler |

| Arbitro: | Wiesel |

|                       |           |                          |
| Ziege 67’ Zickler 83’ | Marcatori | 43’ Labbadia 44’ Polster |

| Arbitro: | Heynemann |

|         |           |             |
| Kuka 9’ | Marcatori | 77’ Zickler |

| Arbitro: | Weber |

|                                 |           |                                      |
| Babbel 37’ Ziege 70’ Sutter 83’ | Marcatori | 5’ Dickhaut 54’ Doll 86’ Komljenović |

| Arbitro: | Steinborn |

|            |           |  |
| Riedle 79’ | Marcatori |  |

| Arbitro: | Dardenne |

|                          |           |                         |
| Zickler 64’ Matthäus 82’ | Marcatori | 16’ Poschner 57’ Kienle |

| Arbitro: | Strampe |

|             |           |                     |
| Paßlack 89’ | Marcatori | 87’ (rig.) Matthäus |

| Arbitro: | Zerr |

|                        |           |  |
| Papin 62’ Jorginho 82’ | Marcatori |  |

| Arbitro: | Krug |

|                      |           |                     |
| Schmitt 50’ Carl 90’ | Marcatori | 49’ Frey 53’ Schupp |

| Arbitro: | Fröhlich |

|                                   |           |             |
| Nerlinger 43’ Matthäus 74’ (rig.) | Marcatori | 31’ Kirsten |

| Arbitro: | Werthmann |

|                |           |            |
| Ziege 56’, 59’ | Marcatori | 86’ Lesiak |

| Brema 10 dicembre 1994, ore 15:30 CET 17ª giornata | Werder Brema | 0 – 0 referto | Bayern Monaco | Weserstadion (40 633 spett.)\| Arbitro: \| Berg \| |
| Arbitro:                                           | Berg         |               |               |                                                    |

#### Girone di ritorno
| Arbitro: | Steinborn |

|              |           |                           |
| Herrmann 72’ | Marcatori | 37’ Kostadinov 49’ Helmer |

| Arbitro: | Weber |

|                       |           |                        |
| Scholl 44’ Helmer 69’ | Marcatori | 4’ Sundermann 29’ Todt |

| Arbitro: | Fröhlich |

|                         |           |                          |
| Dahlin 40’ Herrlich 70’ | Marcatori | 42’ Kostadinov 80’ Ziege |

| Arbitro: | Fleske |

|            |           |           |
| Scholl 29’ | Marcatori | 66’ Marin |

| Arbitro: | Jansen |

|             |           |                   |
| Albertz 86’ | Marcatori | 67’ (rig.) Scholl |

| Arbitro: | Dardenne |

|            |           |  |
| Scholl 11’ | Marcatori |  |

| Arbitro: | Kasper |

|                            |           |            |
| Thiam 43’ Polster 62’, 75’ | Marcatori | 44’ Babbel |

| Arbitro: | Aust |

|            |           |           |
| Scholl 45’ | Marcatori | 42’ Kuntz |

| Arbitro: | Strigel |

|                     |           |                                                |
| Okocha 14’ Reis 43’ | Marcatori | 6’ Schupp 45’ Witeczek 48’, 83’ Ziege 80’ Frey |

| Arbitro: | Strampe |

|                       |           |            |
| Zickler 51’ Ziege 69’ | Marcatori | 82’ Ricken |

| Arbitro: | Steinborn |

|  |           |                               |
|  | Marcatori | 42’ (rig.) Scholl 74’ Zickler |

| Arbitro: | Fischer |

|                          |           |                    |
| Nerlinger 13’ Scholl 51’ | Marcatori | 32’ (rig.) Steffen |

| Arbitro: | Kasper |

|  |           |                                  |
|  | Marcatori | 16’ Ziege 23’ Scholl 90’ Zickler |

| Arbitro: | Jansen |

|  |           |            |
|  | Marcatori | 19’ Bender |

| Arbitro: | Heynemann |

|                        |           |  |
| Kirsten 45’ Sérgio 90’ | Marcatori |  |

| Arbitro: | Kiefer |

|  |           |              |
|  | Marcatori | 88’ Witeczek |

| Arbitro: | Aust |

|                            |           |                   |
| Ziege 13’ Zickler 41’, 78’ | Marcatori | 17’ (rig.) Basler |

### Coppa di Germania
| Arbitro: | Merk |

|           |           |  |
| Stein 43’ | Marcatori |  |

### Supercoppa di Germania
| Arbitro: | Heynemann |

|               |           |                                       |
| Nerlinger 57’ | Marcatori | 2’ Besčastnych 104’ Schulz 116’ Rufer |

### Champions League

#### Fase a gironi
| Arbitro: | Elleray |

|                    |           |  |
| Weah 41’ Bravo 83’ | Marcatori |  |

| Arbitro: | Crăciunescu |

|           |           |  |
| Scholl 9’ | Marcatori |  |

| Arbitro: | Goethals |

|             |           |            |
| Pisarev 77’ | Marcatori | 90’ Babbel |

| Arbitro: | van der Ende |

|                           |           |                          |
| Nerlinger 28’ Kuffour 36’ | Marcatori | 4’ Tichonov 32’ Aleničev |

| Arbitro: | Vega |

|  |           |          |
|  | Marcatori | 80’ Weah |

| Arbitro: | Krondl |

|              |           |                                         |
| Ševčenko 38’ | Marcatori | 45’ Nerlinger 57’, 82’ Papin 87’ Scholl |

#### Fase a eliminazione diretta
| Monaco di Baviera 1º marzo 1995, ore CET Quarti di finale | Bayern Monaco | 0 – 0 referto | IFK Göteborg | Stadio Olimpico (46 000 spett.)\| Arbitro: \| Khusainov \| |
| Arbitro:                                                  | Khusainov     |               |              |                                                            |

| Arbitro: | Mottram |

|                               |           |                           |
| Lilienberg 79’ Martinsson 90’ | Marcatori | 64’ Zickler 72’ Nerlinger |

| Monaco di Baviera 5 aprile 1995, ore CEST Semifinale | Bayern Monaco | 0 – 0 referto | Ajax | Stadio Olimpico (60 000 spett.)\| Arbitro: \| Çakar \| |
| Arbitro:                                             | Çakar         |               |      |                                                        |

| Arbitro: | Puhl |

|                                                       |           |                                |
| Litmanen 12’, 46’ George 41’ de Boer 44’ Overmars 88’ | Marcatori | 36’ Witeczek 75’ (rig.) Scholl |

## Statistiche

### Statistiche di squadra
| Competizione           | Punti | In casa | In casa | In casa | In casa | In casa | In casa | In trasferta | In trasferta | In trasferta | In trasferta | In trasferta | In trasferta | Totale | Totale | Totale | Totale | Totale | Totale | DR  |
| Competizione           | Punti | G       | V       | N       | P       | Gf      | Gs      | G            | V            | N            | P            | Gf           | Gs           | G      | V      | N      | P      | Gf     | Gs     | DR  |
| ---------------------- | ----- | ------- | ------- | ------- | ------- | ------- | ------- | ------------ | ------------ | ------------ | ------------ | ------------ | ------------ | ------ | ------ | ------ | ------ | ------ | ------ | --- |
| Bundesliga             | 61    | 17      | 9       | 7       | 1       | 32      | 19      | 17           | 7            | 6            | 4            | 28           | 22           | 34     | 16     | 13     | 5      | 60     | 41     | +19 |
| Coppa di Germania      | -     | 0       | 0       | 0       | 0       | 0       | 0       | 1            | 0            | 0            | 1            | 0            | 1            | 1      | 0      | 0      | 1      | 0      | 1      | -1  |
| Supercoppa di Germania | -     | 1       | 0       | 0       | 1       | 1       | 3       | 0            | 0            | 0            | 0            | 0            | 0            | 1      | 0      | 0      | 1      | 1      | 3      | -2  |
| Champions League       | -     | 5       | 1       | 3       | 1       | 3       | 3       | 5            | 1            | 2            | 2            | 9            | 11           | 10     | 2      | 5      | 3      | 12     | 14     | -2  |
| Totale                 | 61    | 23      | 10      | 10      | 3       | 36      | 25      | 23           | 8            | 8            | 7            | 37           | 34           | 46     | 18     | 18     | 10     | 73     | 59     | +14 |

### Andamento in campionato
| Giornata  | 1 | 2  | 3 | 4 | 5 | 6 | 7 | 8 | 9 | 10 | 11 | 12 | 13 | 14 | 15 | 16 | 17 | 18 | 19 | 20 | 21 | 22 | 23 | 24 | 25 | 26 | 27 | 28 | 29 | 30 | 31 | 32 | 33 | 34 |
| --------- | - | -- | - | - | - | - | - | - | - | -- | -- | -- | -- | -- | -- | -- | -- | -- | -- | -- | -- | -- | -- | -- | -- | -- | -- | -- | -- | -- | -- | -- | -- | -- |
| Luogo     | C | T  | C | T | C | T | C | T | C | T  | C  | T  | C  | T  | C  | C  | T  | T  | C  | T  | C  | T  | C  | T  | C  | T  | C  | T  | C  | T  | C  | T  | T  | C  |
| Risultato | V | P  | V | V | N | V | N | N | N | P  | N  | N  | V  | N  | V  | V  | N  | V  | N  | N  | N  | N  | V  | P  | N  | V  | V  | V  | V  | V  | P  | P  | V  | V  |
| Posizione | 2 | 13 | 6 | 3 | 5 | 4 | 4 | 4 | 4 | 5  | 8  | 9  | 7  | 8  | 5  | 5  | 5  | 4  | 6  | 6  | 6  | 6  | 6  | 6  | 6  | 6  | 6  | 6  | 6  | 5  | 6  | 6  | 6  | 6  |

Legenda:

Luogo: C = Casa; T = Trasferta. Risultato: V = Vittoria; N = Pareggio; P = Sconfitta.

### Statistiche dei giocatori
| Giocatore     | Bundesliga | Bundesliga | Bundesliga  | Bundesliga | Coppa di Germania | Coppa di Germania | Coppa di Germania | Coppa di Germania | Supercoppa di Germania | Supercoppa di Germania | Supercoppa di Germania | Supercoppa di Germania | Champions League | Champions League | Champions League | Champions League | Totale   | Totale | Totale      | Totale     |
| Giocatore     | Presenze   | Reti       | Ammonizioni | Espulsioni | Presenze          | Reti              | Ammonizioni       | Espulsioni        | Presenze               | Reti                   | Ammonizioni            | Espulsioni             | Presenze         | Reti             | Ammonizioni      | Espulsioni       | Presenze | Reti   | Ammonizioni | Espulsioni |
| ------------- | ---------- | ---------- | ----------- | ---------- | ----------------- | ----------------- | ----------------- | ----------------- | ---------------------- | ---------------------- | ---------------------- | ---------------------- | ---------------- | ---------------- | ---------------- | ---------------- | -------- | ------ | ----------- | ---------- |
| M. Babbel     | 26         | 2          | 3           | 0          | 1                 | 0                 | 0                 | 0                 | 0                      | 0                      | 0                      | 0                      | 8                | 1                | 0                | 0                | 35       | 3      | 3           | 0          |
| D. Frey       | 27         | 2          | 9           | 0          | 0                 | 0                 | 0                 | 0                 | 1                      | 0                      | 0                      | 0                      | 7                | 0                | 2                | 0                | 35       | 2      | 11          | 0          |
| U. Gospodarek | 2          | 0          | 0           | 0          | 0                 | 0                 | 0                 | 0                 | 0                      | 0                      | 0                      | 0                      | 2                | 0                | 0                | 0                | 4        | 0      | 0           | 0          |
| M. Grimm      | 1          | 0          | 0           | 0          | 0                 | 0                 | 0                 | 0                 | 0                      | 0                      | 0                      | 0                      | 1                | 0                | 0                | 0                | 2        | 0      | 0           | 0          |
| T. Hager      | 0          | 0          | 0           | 0          | 0                 | 0                 | 0                 | 0                 | 0                      | 0                      | 0                      | 0                      | 0                | 0                | 0                | 0                | 0        | 0      | 0           | 0          |
| D. Hamann     | 30         | 0          | 2           | 0          | 1                 | 0                 | 0                 | 0                 | 1                      | 0                      | 0                      | 0                      | 6                | 0                | 2                | 0                | 38       | 0      | 4           | 0          |
| T. Helmer     | 24         | 4          | 2           | 0          | 1                 | 0                 | 0                 | 0                 | 1                      | 0                      | 0                      | 0                      | 8                | 0                | 1                | 0                | 34       | 4      | 3           | 0          |
| B. Hirmer     | 0          | 0          | 0           | 0          | 0                 | 0                 | 0                 | 0                 | 0                      | 0                      | 0                      | 0                      | 0                | 0                | 0                | 0                | 0        | 0      | 0           | 0          |
| J. Jorginho   | 10         | 1          | 1           | 0          | 1                 | 0                 | 0                 | 0                 | 0                      | 0                      | 0                      | 0                      | 6                | 0                | 1                | 0                | 17       | 1      | 2           | 0          |
| O. Kahn       | 23         | 0          | 1           | 0          | 1                 | 0                 | 0                 | 0                 | 1                      | 0                      | 0                      | 0                      | 5                | 0                | 0                | 0                | 30       | 0      | 1           | 0          |
| E. Kostadinov | 9          | 2          | 2           | 0          | 0                 | 0                 | 0                 | 0                 | 0                      | 0                      | 0                      | 0                      | 2                | 0                | 0                | 0                | 11       | 2      | 2           | 0          |
| O. Kreuzer    | 25         | 1          | 7           | 0          | 0                 | 0                 | 0                 | 0                 | 1                      | 0                      | 0                      | 1                      | 7                | 0                | 1                | 0                | 33       | 1      | 8           | 1          |
| S. Kuffour    | 9          | 0          | 0           | 1          | 0                 | 0                 | 0                 | 0                 | 0                      | 0                      | 0                      | 0                      | 4                | 1                | 2                | 0                | 13       | 1      | 2           | 1          |
| L. Matthäus   | 16         | 5          | 4           | 0          | 1                 | 0                 | 0                 | 0                 | 1                      | 0                      | 0                      | 0                      | 6                | 0                | 1                | 0                | 24       | 5      | 5           | 0          |
| C. Nerlinger  | 31         | 5          | 6           | 1          | 1                 | 0                 | 1                 | 0                 | 1                      | 1                      | 0                      | 0                      | 10               | 3                | 1                | 0                | 43       | 9      | 8           | 1          |
| M. Oliveira   | 3          | 0          | 0           | 0          | 0                 | 0                 | 0                 | 0                 | 0                      | 0                      | 0                      | 0                      | 1                | 0                | 1                | 0                | 4        | 0      | 1           | 0          |
| J. Papin      | 7          | 1          | 1           | 1          | 1                 | 0                 | 1                 | 0                 | 1                      | 0                      | 0                      | 0                      | 3                | 2                | 2                | 0                | 12       | 3      | 4           | 1          |
| H. Pflügler   | 1          | 0          | 1           | 0          | 0                 | 0                 | 0                 | 0                 | 0                      | 0                      | 0                      | 0                      | 0                | 0                | 0                | 0                | 1        | 0      | 1           | 0          |
| S. Scheuer    | 10         | 0          | 1           | 0          | 0                 | 0                 | 0                 | 0                 | 0                      | 0                      | 0                      | 0                      | 4                | 0                | 0                | 1                | 14       | 0      | 1           | 1          |
| M. Scholl     | 31         | 9          | 4           | 0          | 1                 | 0                 | 0                 | 0                 | 1                      | 0                      | 0                      | 0                      | 10               | 3                | 0                | 0                | 43       | 12     | 4           | 0          |
| M. Schupp     | 27         | 3          | 5           | 1          | 1                 | 0                 | 0                 | 0                 | 1                      | 0                      | 0                      | 0                      | 8                | 0                | 2                | 0                | 37       | 3      | 7           | 1          |
| M. Sternkopf  | 26         | 0          | 4           | 0          | 1                 | 0                 | 1                 | 0                 | 1                      | 0                      | 0                      | 0                      | 2                | 0                | 0                | 0                | 30       | 0      | 5           | 0          |
| A. Sutter     | 22         | 1          | 1           | 0          | 0                 | 0                 | 0                 | 0                 | 1                      | 0                      | 0                      | 0                      | 7                | 0                | 1                | 0                | 30       | 1      | 2           | 0          |
| A. Valencia   | 1          | 0          | 0           | 0          | 1                 | 0                 | 0                 | 0                 | 1                      | 0                      | 0                      | 0                      | 0                | 0                | 0                | 0                | 3        | 0      | 0           | 0          |
| M. Witeczek   | 22         | 3          | 0           | 0          | 1                 | 0                 | 0                 | 0                 | 0                      | 0                      | 0                      | 0                      | 6                | 1                | 0                | 0                | 29       | 4      | 0           | 0          |
| A. Zickler    | 29         | 9          | 1           | 0          | 0                 | 0                 | 0                 | 0                 | 0                      | 0                      | 0                      | 0                      | 7                | 1                | 1                | 0                | 36       | 10     | 2           | 0          |
| C. Ziege      | 29         | 12         | 10          | 0          | 0                 | 0                 | 0                 | 0                 | 0                      | 0                      | 0                      | 0                      | 9                | 0                | 1                | 0                | 38       | 12     | 11          | 0          |